# Friedrich Sylburg
Friedrich Sylkburg (Wetter, 1536-Heidelberg, 17 de febrero de 1596) fue un filólogo, helenista y erudito clásico alemán, famoso por sus ediciones de autores griegos y de cristianos latinos.

## Biografía
Hijo de un granjero que lo dejó huérfano a los siete años, nació en Wetter (Hesse), cerca de Marburg. Asistió a la escuela del monasterio local ('Academiola Wetterana') donde fue instruido, entre otros, por Justus Vulteius, quien lo introdujo al griego, y Johann Pincier, un teólogo reformador y más tarde suegro de Sylburg. Probablemente alrededor de 1558, Sylburg fue a Estrasburgo, donde asistió al colegio ("Gymnasium"). Entre sus maestros en Estrasburgo estaban Johannes Sturm y el teólogo reformador Girolamo Zanchi, del que Sylburg se convirtió en asistente en 1561. En Estrasburgo, Sylburg también fue apoyado por Philipp Conrad y Christoph Ernst, dos de los hijos de Felipe I, Landgrave de Hesse, y Margarethe von der Saale. En un poema de agradecimiento sin fecha, Sylburg les agradece su ayuda, mencionando a su 'pobre madre' y su 'padrastro desagradable' (est mihi namque domi paupercula mater; iniquus / vitricus). Parece ser que acompañó a Zanchi en un viaje por Suiza e Italia en 1563. Guio a Zanchi de vuelta a Estrasburgo, pero nuevamente se marchó con él en noviembre de 1563 para predicar en Chiavenna. Sylburg una vez más lo acompañó y permaneció allí hasta abril de 1565, cuando partió para estudiar en Padua. Además, Sylburg parece haber ido a Ginebra, donde trabajó para Henri Estienne (Stephanus) ayudándole a preparar el Thesaurus Graecae linguae de 1572. 
Estudió además en Marburg y Jena. Ocupó cargos educativos en Neuhaus, cerca de Worms, y en Lich, cerca de Giessen, donde imprimió una útil edición de las Institutiones in graecam linguam (1580) de Nicolaus Clenardus (Nicolaes Cleynaerts, 1495-1542). En 1583 renunció a su puesto en Lich y se mudó a Frankfurt para actuar como corrector y editor de textos griegos para el empresario y editor hugonote Johann Wechel, aunque su colaboración parece ser anterior, a partir de 1578: Sylburg se encargó de la edición de las Definiciones médicas de Jean de Gorris (1578). A este período de Frankfurt pertenecen sus ediciones de Pausanias, Heródoto, Dionisio de Halicarnaso (una de sus mejores obras, muy elogiada por Carsten Niebuhr). Después añadiría la obra completa de Aristóteles, las fuentes griegas y latinas para la historia de los emperadores romanos y el Περὶ συντάξεως, la famosa gramática griega de Apolonio Díscolo. Como Weschel murió en noviembre de 1581, su negocio editorial fue cerrado y reabierto en mayo de 1582 por sus yernos Claude de Marne y Jean Aubry. En diciembre de 1581, Wilhelm IV, Landgrave de Hesse-Kassel, y Ludwig IV de Hesse-Marburg, dos de los hijos legítimos de Philip I, decidieron nombrar a Sylburg profesor de griego en la Universidad de Marburg, pero lo rechazó para poder continuar su labor de editor de clásicos griegos; en cambio, desde la muerte de Wechel, había asumido el cargo de maestro de escuela en el monasterio de Lich (Hesse), donde enseñaba latín, griego y francés, lo que hizo durante al menos un año. A finales de 1582, Sylburg se trasladó a Frankfurt donde trabajó hasta 1591 como corrector de los herederos de Weschel, Marne y Aubry. Allí editó su Aristóteles en 11 volúmenes (1584-1587), los tres últimos póstumos. Gracias a una beca de la Universidad de Marburgo pudo realizar además su edición de tres volúmenes de historiadores romanos desde 1588 hasta 1590. 
Se mudó en 1591 a Heidelberg, donde se convirtió en bibliotecario del elector palatino (de la famosa Biblioteca Palatina) y donde al cabo fallecería. Allí se convirtió en corrector en la imprenta del flamenco Hieronymus Commelinus (Jérôme Commelin) de Heidelberg, y continuó la serie de clásicos griegos de Weschel, esta vez editando algo de Patrística griega (Clemente de Alejandría, Justino Mártir, Andreas de Cesarea) pero también el Etymologicum magnum, los Scriptores de re rustica, los poetas gnómicos griegos, Jenofonte, Nonno de Panópolis y otros autores. A principios de febrero de 1596, Sylburg fue incluso recomendado por el senado de la Universidad de Heidelberg como sucesor del latinista Lambert Ludolf Pithopoëus, pero el 16 o 17 de febrero de 1596 Sylburg murió, ya sea de peste o de agotamiento, y fue enterrado en el cementerio de Peterskirche en Heidelberg. Su patrimonio fue comprado por el abogado Johannes Gernand, quien vendió parcialmente los libros de Sylburg al filólogo Jan Gruter.
Su competencia en griego clásico era tal que podía escribir, y escribió de hecho, poesía en esa lengua. Todas las ediciones de Sylburg muestran un gran poder crítico y una laboriosidad infatigable; no se dejaba llevar por las enmiendas ope ingenii, sino que sus ediciones eran muy literales.

## Obras (incompleto)
- Ed. de Natale Conti, Mythologiae libri decem (1581).
- F. Sylburg (Ed.), Dionisii Halicarnassei scripta quae exstant, omnia, et historica, et rhetorica (Frankfurt: herederos de Andreas Wechel 1586) (texto bilingüe en griego y latín), accesible en Google Books
- Notas de Sylburg a su edición crítica de Aristóteles, De Poetica Liber (texto bilingüe en griego y latín), accesible en Google Books
- Ἐτυμολογικὸν τὸ Μέγα o Etymologicon Magnum (Leipzig, 1816) (en griego), available at Google Books
- Varias obras de Sylburg fueron digitalizadas desde las ediciones originales, freely available at Münchener DigitalisierungsZentrum Digitale Bibliothek
- Lista de trabajos en WorldCat
- Epistolae quinque ad Paulum Melissum, 1827.
- Alphabetum Graecum; In quo de Graecorum litterarum formis, nominibus, potestate, ac pronunciatione germana, 1591.
- Ed. de Historiae Romanae scriptores Graeci minores 3 fasti Graeci ac Latini, Eutropius, cum Graeca Paeanii metaphrasi. Francofurdi: Apud Andrae Wecheli heredes, 1590.
- Etymologikon To Mega Egun He Megale Grammatike : In quo & Originum & Analogiae doctrina ex Veterum sententia copiosissime proponitur: Historiae item & Antiquitatis monumenta passim attinguntur (1594); otra ed.: [Etymologicum Magnum] Etymologikon to mega, egoun, He megale grammatike = Etymologicon magnum, seu, Magnum grammaticae penu. In quo & originum & analogiae doctrina ex veterum sententia copiosissime proponitur. Historiae item & antiquitatis monumenta passim attinguntur.Superiorum editionum variorumq[ue] actorum collatione a multis foedis mendis repurgatum, perpetuis notis illustratum tribusq utilissimis indicibus, verborum, rerum, atq[ue] auctorum numero pene infinitorum, nunc recens adauctum. / opera Friderici Sylburgii. Editio nova correctior. Leipzig, Io. Aug. Gottl. Weigel, 1816.
- Rudimenta Graecae Linguae, Frankfurt: Heirs of Andr. Wechel, 1582.
- Ed. de Aristotelis Organon, Tractatus de Animalium, Problemata. Francofurdi: Apud heredes Andreae Wecheli, 1585.
- Ed. de Aristóteles, Organon: Hoc Est, Libri Ad Logicam disciplinam pertinentes (1585)
- Ed. de Aristóteles, Oecomomica, Sive de Rebus domesticis (1577)
- Ed. de Aristóteles, De animalium partibus. (1585)
- Ed. de Aristóteles, Varia Opuscula (1587)
- Ed. de Apolinar de Laodicea, Apollinartii Interpretatio Psalmorvm versibvs heroicis (1596)
- Ed. del texto griego y trad. latina de Gnomographoi: Theognidos Megareos Gnomai. Phokyliadu poiema nuthetikon. Pythagoru chrysa epe. Solonos gnomai : Graecis ex aduerso Latina interpretatio apposita multis in locis correcta, additaq[ue] variantis scripturae notatio, (1597); otra ed. bajo el título de Theognidis, Phocylidis, Pythagorae, Solonis et aliorum poemata gnomica (1651)
- Saracenica sive Moamethica (1595)
- Ed. en griego y trad. al latín de Dionisio de Halicarnaso, Dionysiou Halikarnasseos Peri syntheseos onomaton = Dionysii Halicarnassei De structura. Simon Bircovius (1747)
- Ed. de Nonno de Panópolis, Nonnu Panopolitu metabole tu kata Ioannen hagiu euangeliu, dia sichon ezoikon (1596)